# Lijst van nummer 1-hits in Australië in 2017
Deze hits stonden in 2017 op nummer 1 in de ARIA Charts, de bekendste hitlijst in Australië.
| Datum        | Artiest                                             | Titel                    |
| ------------ | --------------------------------------------------- | ------------------------ |
| 1 januari    | Clean Bandit, Sean Paul & Anne-Marie                | Rockabye                 |
| 8 januari    | Clean Bandit, Sean Paul & Anne-Marie                | Rockabye                 |
| 15 januari   | Ed Sheeran                                          | Shape of You             |
| 22 januari   | Ed Sheeran                                          | Shape of You             |
| 29 januari   | Ed Sheeran                                          | Shape of You             |
| 5 februari   | Ed Sheeran                                          | Shape of You             |
| 12 februari  | Ed Sheeran                                          | Shape of You             |
| 19 februari  | Ed Sheeran                                          | Shape of You             |
| 26 februari  | Ed Sheeran                                          | Shape of You             |
| 5 maart      | Ed Sheeran                                          | Shape of You             |
| 12 maart     | Ed Sheeran                                          | Shape of You             |
| 19 maart     | Ed Sheeran                                          | Shape of You             |
| 26 maart     | Ed Sheeran                                          | Shape of You             |
| 2 april      | Ed Sheeran                                          | Shape of You             |
| 9 april      | Ed Sheeran                                          | Shape of You             |
| 16 april     | Harry Styles                                        | Sign of the Times        |
| 23 april     | Ed Sheeran                                          | Shape of You             |
| 30 april     | Ed Sheeran                                          | Shape of You             |
| 7 mei        | DJ Khaled, Justin Bieber, Quavo & Chance the Rapper | I'm the One              |
| 14 mei       | DJ Khaled, Justin Bieber, Quavo & Chance the Rapper | I'm the One              |
| 21 mei       | Luis Fonsi, Daddy Yankee & Justin Bieber            | Despacito (Remix)        |
| 28 mei       | Luis Fonsi, Daddy Yankee & Justin Bieber            | Despacito (Remix)        |
| 4 juni       | Luis Fonsi, Daddy Yankee & Justin Bieber            | Despacito (Remix)        |
| 11 juni      | Luis Fonsi, Daddy Yankee & Justin Bieber            | Despacito (Remix)        |
| 18 juni      | Luis Fonsi, Daddy Yankee & Justin Bieber            | Despacito (Remix)        |
| 25 juni      | Luis Fonsi, Daddy Yankee & Justin Bieber            | Despacito (Remix)        |
| 2 juli       | Luis Fonsi, Daddy Yankee & Justin Bieber            | Despacito (Remix)        |
| 9 juli       | Luis Fonsi, Daddy Yankee & Justin Bieber            | Despacito (Remix)        |
| 16 juli      | Luis Fonsi, Daddy Yankee & Justin Bieber            | Despacito (Remix)        |
| 23 juli      | Luis Fonsi, Daddy Yankee & Justin Bieber            | Despacito (Remix)        |
| 30 juli      | Luis Fonsi, Daddy Yankee & Justin Bieber            | Despacito (Remix)        |
| 6 augustus   | Luis Fonsi, Daddy Yankee & Justin Bieber            | Despacito (Remix)        |
| 13 augustus  | Luis Fonsi, Daddy Yankee & Justin Bieber            | Despacito (Remix)        |
| 20 augustus  | P!nk                                                | What About Us            |
| 27 augustus  | P!nk                                                | What About Us            |
| 3 september  | Taylor Swift                                        | Look What You Made Me Do |
| 10 september | Taylor Swift                                        | Look What You Made Me Do |
| 17 september | Sam Smith                                           | Too Good at Goodbyes     |
| 24 september | Sam Smith                                           | Too Good at Goodbyes     |
| 1 oktober    | Post Malone & 21 Savage                             | Rockstar                 |
| 8 oktober    | Post Malone & 21 Savage                             | Rockstar                 |
| 15 oktober   | Post Malone & 21 Savage                             | Rockstar                 |
| 22 oktober   | Post Malone & 21 Savage                             | Rockstar                 |
| 29 oktober   | Post Malone & 21 Savage                             | Rockstar                 |
| 5 november   | Post Malone & 21 Savage                             | Rockstar                 |
| 12 november  | Post Malone & 21 Savage                             | Rockstar                 |
| 19 november  | Camila Cabello & Young Thug                         | Havana                   |
| 26 november  | Camila Cabello & Young Thug                         | Havana                   |
| 3 december   | Camila Cabello & Young Thug                         | Havana                   |
| 10 december  | Ed Sheeran                                          | Perfect                  |
| 17 december  | Ed Sheeran                                          | Perfect                  |
| 24 december  | Ed Sheeran                                          | Perfect                  |
| 31 december  | Ed Sheeran                                          | Perfect                  |